# 도야마 요시아키
도야마 요시아키(일본어: 外山 義明, 1947년 7월 30일 ~ 1991년 9월 1일)는 일본의 전 프로 야구 선수이다. 나라현 고조시 출신이며 현역 시절 포지션은 투수, 외야수였다.

## 인물
덴리 고등학교 시절 2학년 때인 1964년에 하계 나라현 예선 결승전에서 고조 고등학교를 꺾고 전국 고등학교 야구 선수권 기와 대회 결승에 진출했지만 야마시타 게이토쿠를 앞세운 가이난 고등학교에게 패했다. 3학년이던 1965년 하계 나라현 예선 결승에서 시라타키 마사타카를 앞세운 고리야마 고등학교를 0대 2로 꺾었고, 이어진 기와 대회에서는 준결승전에서 고세 공업고등학교를 상대로 노히트 노런을 기록했다. 결승에서도 와카야마 상업고등학교를 1대 3으로 누르고 고시엔 대회(제47회 전국 고등학교 야구 선수권 대회)에 출전했다. 이 대회에서 1차전 상대인 마루코 실업고등학교의 고야마 겐지(이후 일본 컬럼비아에 입사)와 투수전을 벌였지만 9회에 역전당하여 1대 3으로 패했다. 고교 동기로는 4번 타자로 활약했던 가도타 히로미쓰가 있는데 졸업 후 가도타와 함께 쿠라레 오카야마에 입사하여 1966년부터 도시 대항 야구 대회에 4년 연속 출전했다. 그 사이 1967년에 히로시마 카프로부터 드래프트 지명을 받았지만 입단을 거부했다.
1969년 드래프트 6순위로 아톰스에 입단하여 프로 1년째인 1970년에는 스리쿼터로부터 슬라이더, 커브, 슈토를 주무기로 시즌 4승 10패라는 성적을 남겼다. 2년째인 1971년에는 미하라 오사무가 감독에 취임하면서 그의 의향으로 투타 겸업이 됐다. 투수로서는 5승 11패의 성적을 남기는 반면 대타로도 기용됐는데 외야수로서도 21경기에 출전했다. 타자로서의 성적은 타율 0.211, 3홈런을 기록했다. 또한 ‘투수의 타순은 9번’이라는 고정관념을 깨고 의표를 찌른 특유의 용병술로 유명한 미하라의 의향으로 1971년 8월 22일의 다이요 웨일스전(메이지 진구 야구장)에서 ‘1번 타자 겸 투수’로 선발 출전했다.
1972년 앨트 로페즈와의 맞트레이드로 롯데 오리온스에 이적했지만 롯데에서의 2년 동안 출전 기회가 별로 없었다.
1974년에는 난카이 호크스로 이적했고 1975년에는 타자에만 전념하여 대타로 활약했다. 시즌 후반에는 우익수, 지명타자로서 29경기에 선발 출전했다. 1977년에는 8월 중순부터 좌익수로 선발 기용돼 타율 0.301의 좋은 기록을 남겼다. 그 후에는 출전 기회가 줄어들었고 1978년을 끝으로 현역에서 은퇴했다.
은퇴 후에도 난카이에 잔류하여 전력분석원 겸 비디오 담당을 맡았다. 1991년 9월 1일에 향년 44세의 나이로 사망했다.

## 상세 정보

### 출신 학교
- 덴리 고등학교

### 선수 경력
- 쿠라레 오카야마
- 야쿠르트 아톰스(1970년 ~ 1971년)
- 롯데 오리온스(1972년 ~ 1973년)
- 난카이 호크스(1974년 ~ 1978년)

### 등번호
- 12(1970년 ~ 1973년)
- 17(1974년)
- 29(1975년 ~ 1978년)

### 연도별 투수 성적
| 연 도      | 소 속      | 등 판 | 선 발 | 완 투 | 완 봉 | 무 4 구 | 승 리 | 패 전 | 세 이 브 | 홀 드 | 승 률 | 타 자 | 이 닝 | 피 안 타 | 피 홈 런 | 볼 넷 | 고 4 | 몸 맞 | 탈 삼 진 | 폭 투 | 보 크 | 실 점 | 자 책 점 | 평 자 책 | W H I P |
| ---------- | ---------- | ----- | ----- | ----- | ----- | ------- | ----- | ----- | -------- | ----- | ----- | ----- | ----- | -------- | -------- | ----- | ---- | ----- | -------- | ----- | ----- | ----- | -------- | -------- | ------- |
| 1970년     | 야쿠르트   | 43    | 18    | 2     | 2     | 0       | 4     | 10    | --       | --    | .286  | 655   | 154.0 | 134      | 11       | 66    | 3    | 6     | 87       | 0     | 0     | 65    | 58       | 3.39     | 1.30    |
| 1971년     | 야쿠르트   | 33    | 15    | 4     | 2     | 0       | 5     | 11    | --       | --    | .313  | 504   | 119.1 | 95       | 10       | 75    | 1    | 3     | 56       | 1     | 0     | 51    | 43       | 3.25     | 1.42    |
| 1973년     | 롯데       | 4     | 0     | 0     | 0     | 0       | 0     | 0     | --       | --    | ----  | 21    | 5.0   | 5        | 0        | 4     | 0    | 0     | 1        | 0     | 0     | 3     | 3        | 5.40     | 1.80    |
| 1974년     | 난카이     | 3     | 1     | 0     | 0     | 0       | 0     | 1     | 0        | --    | .000  | 27    | 5.0   | 10       | 0        | 4     | 0    | 0     | 4        | 1     | 0     | 8     | 6        | 10.80    | 2.80    |
| 통산 : 4년 | 통산 : 4년 | 83    | 34    | 6     | 4     | 0       | 9     | 22    | 0        | --    | .290  | 1207  | 283.1 | 244      | 21       | 149   | 4    | 9     | 148      | 2     | 0     | 127   | 110      | 3.50     | 1.39    |

### 연도별 타격 성적
| 연 도      | 소 속      | 경 기 | 타 석 | 타 수 | 득 점 | 안 타 | 2 루 타 | 3 루 타 | 홈 런 | 루 타 | 타 점 | 도 루 | 도 루 자 | 희 생 번 | 희 생 플 | 볼 넷 | 고 4 | 사 구 | 삼 진 | 병 살 타 | 타 율 | 출 루 율 | 장 타 율 | O P S |
| ---------- | ---------- | ----- | ----- | ----- | ----- | ----- | ------- | ------- | ----- | ----- | ----- | ----- | -------- | -------- | -------- | ----- | ---- | ----- | ----- | -------- | ----- | -------- | -------- | ----- |
| 1970년     | 야쿠르트   | 43    | 46    | 44    | 0     | 4     | 1       | 0       | 0     | 5     | 1     | 0     | 0        | 2        | 0        | 0     | 0    | 0     | 16    | 0        | .091  | .091     | .114     | .205  |
| 1971년     | 야쿠르트   | 74    | 107   | 95    | 14    | 20    | 5       | 1       | 3     | 36    | 11    | 0     | 0        | 1        | 1        | 9     | 0    | 1     | 28    | 3        | .211  | .283     | .379     | .662  |
| 1972년     | 롯데       | 2     | 2     | 2     | 0     | 0     | 0       | 0       | 0     | 0     | 0     | 0     | 0        | 0        | 0        | 0     | 0    | 0     | 2     | 0        | .000  | .000     | .000     | .000  |
| 1973년     | 롯데       | 4     | 2     | 2     | 0     | 0     | 0       | 0       | 0     | 0     | 0     | 0     | 0        | 0        | 0        | 0     | 0    | 0     | 1     | 0        | .000  | .000     | .000     | .000  |
| 1974년     | 난카이     | 3     | 0     | 0     | 0     | 0     | 0       | 0       | 0     | 0     | 0     | 0     | 0        | 0        | 0        | 0     | 0    | 0     | 0     | 0        | ----  | ----     | ----     | ----  |
| 1975년     | 난카이     | 47    | 124   | 115   | 7     | 27    | 3       | 1       | 5     | 47    | 20    | 1     | 0        | 0        | 0        | 9     | 0    | 0     | 19    | 2        | .235  | .290     | .409     | .699  |
| 1976년     | 난카이     | 31    | 46    | 44    | 8     | 11    | 1       | 0       | 0     | 12    | 6     | 1     | 0        | 0        | 0        | 2     | 0    | 0     | 6     | 1        | .250  | .283     | .273     | .555  |
| 1977년     | 난카이     | 31    | 76    | 73    | 6     | 22    | 6       | 1       | 1     | 33    | 4     | 0     | 0        | 0        | 0        | 3     | 0    | 0     | 12    | 1        | .301  | .329     | .452     | .781  |
| 1978년     | 난카이     | 16    | 15    | 13    | 0     | 1     | 0       | 0       | 0     | 1     | 1     | 0     | 0        | 0        | 1        | 1     | 0    | 0     | 2     | 0        | .077  | .133     | .077     | .210  |
| 통산 : 9년 | 통산 : 9년 | 251   | 418   | 388   | 35    | 85    | 16      | 3       | 9     | 134   | 43    | 2     | 0        | 3        | 2        | 24    | 0    | 1     | 86    | 7        | .219  | .265     | .345     | .610  |

## 주해
1. ↑  그 다음 사례는 45년 후인 2016년 7월 3일 당시 닛폰햄 소속이던 오타니 쇼헤이까지 나오지 않았다.[3]